# Noud Alberts
Arnoud "Noud" Alberts (geboortenaam Mulder) is een personage uit de Nederlandse soapserie Goede tijden, slechte tijden. De rol werd tussen afleveringen 3210 en 5899  gespeeld door acteur Ruud Feltkamp. Vanwege de Flexwet onderbrak Feltkamp de opnamen in 2009 en 2012. Feltkamp nam een sabbatical tussen 1 mei 2015 en 22 januari 2016. Feltkamp verliet de serie op 15 november 2018.

## Levensverhaal
Noud is voortgekomen uit een relatie tussen de toen nog geheten Dennis Tuinman en zijn vriendin Mirella Mulder. Dennis kon echter nog niet de verantwoordelijkheden dragen van het vaderschap. Hij liet Mirella en hun pasgeboren zoon alleen achter.

### Fos en Florien
Noud komt naar Meerdijk om zijn vader op te zoeken. Hij treft Dennis echter in een slechte situatie aan. Dennis heeft de laatste maanden veel gedronken en is opgenomen in het ziekenhuis. Grootmoeder Laura Selmhorst ontfermt zich over haar kleinzoon en biedt hem een baan als bellboy in Hotel De Rozenboom. Noud wil ook zijn school weer oppakken en komt bij Fos Fischer in de klas. De twee bouwen een vriendschap op. Noud is tot over zijn oren verliefd op Fos' oudere zus Florien Fischer. Florien ziet Noud ook wel staan en van het een komt het ander. Fos en Noud willen graag een zakcentje bijverdienen en komen in contact met Lidwien van der Schaaf. Lidwien zit in de illegale dvd-handel en maakt een afspraak met Noud en Fos dat ze haar zullen voorzien van dvd's: Fos is namelijk erg handig met de computer. De gevolgen van hun illegale dvdhandel zijn groot: Noud en Fos moeten voor de rechter verschijnen en krijgen een taakstraf. Hierdoor realiseren ze zich wat ze hebben gedaan.

### Dennis
Sinds de terugkomst van Noud in Meerdijk botert het al niet tussen hem en zijn vader Dennis. Dennis heeft zijn zoon aangeboden om bij hem en zijn vriendin Anita Dendermonde te wonen. Anita en Dennis proberen vriendelijk naar hem te zijn en Noud maakt daar misbruik van. Wanneer Dennis ontdekt dat Noud hem gebruikt, neemt hij resoluut maatregelen: Noud moet de huisregels volgen, iets waar hij veel moeite mee heeft. Noud begint zich steeds meer af te zetten van zijn vader. Ook heeft hij problemen met Florien, die met hem naar bed wil. Noud schakelt de hulp in van goede vriendin Nina Sanders. Noud mag op Nina oefenen. Florien en Noud gaan niet veel later met elkaar naar bed, maar Noud merkt dat Florien niet tevreden is. Dit gebeuren lijkt een breuk te forceren tussen de twee geliefden. De problemen met zowel Florien als Dennis zorgen ervoor dat Noud Meerdijk verlaat. Niemand weet waarnaartoe. Nouds grootvader Robert Alberts en zijn vriendin Barbara Fischer bezoeken op dat moment Curaçao. De schrok is groot bij Barbara wanneer ze ontdekt dat Noud op het strand werkt. Robert en Barbara ontmaskeren zichzelf nog niet en bellen naar Nederland. Dennis en Florien pakken meteen het eerste vliegtuig. Noud is niet blij om iedereen te zien en eist dat hij met rust gelaten wordt. Tijdens een ruzie tussen Dennis en Noud duwt Noud Dennis. Dennis komt noodlottig terecht in het water en schramt daarbij langs een steen. Noud merkt dit niet op en laat zijn vader achter. Dennis wordt gelukkig op tijd gevonden, maar het schuldgevoel bij Noud groeit met de minuut. Robert speelt hierop in en stuurt aan op een verzoening en dit gebeurt ook.

### Florien
Niet alleen Dennis verzoent zich met Noud, ook Florien heeft een emotioneel gesprek. Florien neemt haar geliefde mee naar het ouderlijk huis waar zij vroeger met haar ouders woonde. Noud moet Florien troosten wanneer ze terugkomt bij de boom waar haar moeder Merel haar vertelde dat ze niet lang meer te leven had. Noud keert terug naar Nederland, net als zijn familie. Florien gaat aan de slag in de Sapoase en is stomverbaasd als ze oog in oog staat met Nouds oom Milan Alberts. Ze is op slag verliefd op Milan, maar voelt zich schuldig tegenover Noud. Milan en Florien plegen overspel. Noud kan het niet accepteren dat hij zo bedonderd is en verbreekt alle contacten. Florien rondt haar middelbare school af en gaat studeren in Miami. Op haar afscheidsfeest wordt de ruzie tussen Noud en Florien bijgelegd.

### Sacha
Noud en Sacha Kramer hebben elkaar leren kennen in Meerdijk. Ze vinden elkaar leuk, maar Noud houdt ook nog van Nina met wie hij eerder getrouwd is. Om Nina te vergeten is Noud op reis gegaan. Bij zijn terugkomst vraagt hij gelijk Sacha ten huwelijk, die na even aarzelen ja zegt. Maar als ze in Thailand zijn gaan ze hiken en krijgen ze een rondleiding. Noud en Nina komen alleen te zitten op het strand tot Sacha en Bing ze eindelijk vinden. Terug in Meerdijk is het strijd tussen Thijs Kramer en Rikki over voogdij van hun dochter Teddy. Thijs geeft Sjoerd de schuld. Noud gaat naar Toko en gelooft Sjoerd zijn kant van het verhaal. Hierdoor komen hij en Sasha tegenover elkaar te staan, want Sasha is en blijft de zus van Thijs. Sacha is bang dat zij en Noud uit elkaar gaan maar dankzij Nina komen de twee samen. En dankzij het idee van Noud en Sacha om een caravan te pimpen voor Bing en Nina's huwelijk komen ook Anna en Job bij elkaar. Op het huwelijksfeest van Nina en Bing verklaart Noud Nina de liefde. Dit gesprek hoort Sacha. En uiteindelijk gaat ze dood door een ontploffende caravan.

## Relaties
- Florien Fischer (relatie, 2006-2007)
- Nina Sanders (one-nightstand, 2006)
- Desi Overweg (relatie, 2007)
- Vicky Pouw (relatie, 2007-2009)
- Anna den Hartog (relatie, 2009)
- Vicky Pouw (relatie, 2009)
- Wiet van Houten (zoen, 2010)
- Nina Sanders (relatie, 2010-2011)
- Wiet van Houten (one-nightstand, 2011)
- Nina Sanders (relatie, 2011-2012)
- Nina Sanders (getrouwd, 2011-2013)
- Wiet van Houten (one-nightstand, 2013)
- Sacha Kramer (relatie, 2014-2015)
- Sacha Kramer (verloofd, 2016)
- Nina Sanders (zoen, 2016)
- Zoë Xander (zoen, 2017)
- Kimberly Sanders (onenightstand, 2017)
- Kimberly Sanders (relatie, 2018)